# Джеймсбург (Нью-Джерсі)
Джеймсбург (англ. Jamesburg) — місто (англ. borough) в США, в окрузі Міддлсекс штату Нью-Джерсі. Населення — 5783 особи (2020).

## Географія
Джеймсбург розташований за координатами 40°20′57″ пн. ш. 74°26′25″ зх. д. / 40.34917° пн. ш. 74.44028° зх. д. (40.349279, -74.440404).  За даними Бюро перепису населення США в 2010 році місто мало площу 2,29 км², з яких 2,27 км² — суходіл та 0,02 км² — водойми.

## Демографія
Згідно з переписом 2010 року, у селищі мешкало 5915 осіб у 2172 домогосподарствах у складі 1492 родин. Було 2267 помешкань
Расовий склад населення:
| - 73,9 % — білих - 8,8 % — чорних або афроамериканців - 4,5 % — азіатів - 0,8 % — корінних американців - 9,4 % — осіб інших рас |

До двох чи більше рас належало 2,5 %. Частка іспаномовних становила 22,4 % від усіх жителів.
За віковим діапазоном населення розподілялося таким чином: 25,3 % — особи молодші 18 років, 66,2 % — особи у віці 18—64 років, 8,5 % — особи у віці 65 років та старші. Медіана віку мешканця становила 35,9 року. На 100 осіб жіночої статі у селищі припадало 102,2 чоловіків;  на 100 жінок у віці від 18 років та старших — 100,7 чоловіків також старших 18 років.
Середній дохід на одне домашнє господарство  становив 84 491 долар США (медіана — 70 787), а середній дохід на одну сім'ю — 91 980 доларів (медіана — 69 340). Медіана доходів становила 63 711 долар для чоловіків та 49 914 долари для жінок. За межею бідності перебувало 11,1 % осіб, у тому числі 14,9 % дітей у віці до 18 років та 0,0 % осіб у віці 65 років та старших.
Цивільне працевлаштоване населення становило 2895 осіб. Основні галузі зайнятості: виробництво — 15,7 %, будівництво — 14,0 %, освіта, охорона здоров'я та соціальна допомога — 13,0 %.